# Роблес Авила, Амелио
Амелио Роблес Авила (исп. Amelio Robles Ávila; 3 ноября 1889, Шочипале — 9 декабря 1984) — полковник времен Мексиканской революции. При рождении записанный женщиной под именем Амелия Роблес Авила, Роблес участвовал в Мексиканской революции, дослужился до звания полковника и открыто жил как мужчина с 24 лет до своей смерти в возрасте 95 лет.

## Ранний период жизни
Амелия Роблес Авила родился 3 ноября 1889 года в Шочипале, Герреро, в семье Касимиро Роблеса и Хосефы Авилы. Касимиро Роблес был состоятельным фермером, владевшим 42 гектарами земли и небольшой фабрикой по производству мескаля. У Амелио были старшие брат и сестра, Теодуло и Приска. Амели было три года, когда умер его отец, а несколько лет спустя его мать вышла замуж за Хесуса Мартинеса, одного из рабочих ранчо, который занимался домашним скотом. У Хосефы и Хесуса родилось еще трое детей: Луис, Консепсьон и Хесус Мартинес Авила. Они воспитывали детей в католической религии. Роблес проучился до четвёртого класса в школе для девочек в Чильпансинго-де-лос-Браво.
С юных лет Роблес проявлял интерес к занятиям, которые считались мужскими: научилась приручать лошадей и обращаться с оружием, а также стал отличным стрелком и наездником. До поступления на службу в армию он был казначеем во фракции Мадеро в Шочипале.

## Служба в армии
Роблес присоединился к армии в 1911 или 1912 году, возможно, когда генерал Хуан Андреу Альмасан проезжал через Шочипалу в 1911 году, когда на Порфирио Диаса усилилось давление с целью заставить его уйти с поста президента.
В период с августа по ноябрь 1911 года Роблес был отправлен в Мексиканский залив с комиссией, чтобы получить деньги от нефтяных компаний на нужды революции. Два года спустя Роблес начал одеваться как мужчина и потребовал, чтобы с ним обращались как с мужчиной. (Роблес был не единственным человеком в мексиканской армии того времени, кто при рождении был записан женщиной, но являлся мужчиной. Например, аналогичная ситуация была с Анхелем/Анхелой Хименес (исп. Ángel(a) Jiménez) и Марией де ла Лус Баррерой (исп. Maria de la Luz Barrera)) С 1913 по 1918 год Роблес сражался в составе Армии освобождения юга под командованием Хесуса Сальгадо, Элиодоро Кастильо и Энкарнасьона Диаса. Роблес заслужил уважение сослуживцев и начальства за свои способности и в дальнейшем получил людей под своё командование.
В 1919 году, через некоторое время после того как был убит Эмилиано Сапата, Роблес и 315 человек под его командованием присоединились к силам Альваро Обрегона, и в 1920 году сражались с ними в восстании Агуа-Приета, которое положило конец правительству Венустиано Каррансы. В 1924 году Роблес поддержал генерала Альваро Обрегона против восстания делауэртистов под командованием генерала Адриана Кастрехона, где погиб генерал Марсьяль Кавасос, а Роблес был ранен.
После военной фазы революции Роблес поддержал Альваро Обрегона, который впоследствии стал президентом Мексики 1920—1924 годов; В 1923 году Роблес сражался вместе с силами Обрегона, чтобы подавить восстание Адольфо де ла Уэрты. Когда Роблес поселился в Игуале-де-ла-Индепенденсии на некоторое время после революции, группа мужчин напала на него, желая проверить его анатомию; в целях самообороны он убил двоих из них. В 1939 году он поддержал Альмасана на президентских выборах.
В 1948 году Роблес получил медицинскую справку, необходимую для официального вступления в Конфедерацию ветеранов революции. Медицинская проверка подтвердила, что Роблес получил шесть пулевых ранений.

## Награды
В 1970 году министр обороны Мексики признал Роблеса ветераном революции. Ближе к концу своей жизни Роблес получил различные награды за выдающуюся военную службу: награду ветерана мексиканской революции и мексиканского Почетного легиона; в 1973 или 1974 году Роблес также получил награду за революционные заслуги (исп. Medalla al mérito revolucionario).

## Личная жизнь и смерть
В 1930-х годах Роблес познакомился с Анхелой Торрес в Апипилулько и позже они поженились. Вместе они удочерили девочку Регулу Роблес Торрес.
По слухам перед смертью Роблес попросил о двух вещах: получить награды за военную службу и быть похороненным в женской одежде по религиозным соображениям. Однако, подтверждений ни одной, ни второй просьбе не было найдено, и кроме того, к тому моменту Роблес уже получил несколько воинских наград, а в свидетельстве о смерти Роблеса отмечается, что он потерял способность говорить более чем за год до смерти.
Роблес умер 9 декабря 1984 года в возрасте 95 лет.

## Гендерный вопрос
По словам историка Габриэлы Кано Ортеги, Роблес принял мужскую идентичность не как стратегию выживания, а из-за сильной гендерной дисфории. Мужская идентичность Роблеса была принята семьей, обществом и правительством Мексики, и Роблес жил как мужчина с 24 лет до самой смерти. По словам его бывшего соседа, если кто-то называл Роблеса женщиной или «доной», он угрожал им пистолетом. Поэтому историки склоняются к тому, что он был трансгендерной персоной.
В документах встречается как женская, так и мужская версии его имени и местоимения. Роблес вошёл в историю и как герой мексиканской революции, и как воительница.
В его честь была названа государственная школа с использованием мужской версии его имени, что подтверждает официальное признание его личности местным правительством. Его надгробие носит женскую версию его имени, а в Шочипале есть музей, посвященный «Коронеле Амелии Роблес», признающий его «воительницей».
Детская книга 1951 года под названием «El Coyote: Corrido de la Revolución» создает образ «Коронелы Амелии Роблес» как с помощью визуальных, так и письменных элементов.
Изображение Роблеса в его униформе послужило источником вдохновения для части дрэг-артистов.